# مانويل غونزاليس
مانويل غونزاليس (بالإسبانية: José Manuel González López)‏ (14 أكتوبر 1966 قادس إسبانيا - ) هو لاعب كرة قدم إسباني يلعب كمهاجم.

## روابط خارجية
- مانويل غونزاليس على موقع قاعدة بيانات كرة القدم.إي يو (الإنجليزية)